# WUSA
WUSA (org. WUSA) – amerykański melodramat z 1970 roku w reż. Stuarta Rosenberga. Ekranizacja powieści Roberta Stone'a z 1967 roku pt. A Hall of Mirrors.

## Fabuła
Historia efemerycznego związku włóczęgi Rheinhardta i prostytutki Geraldine. Obydwoje przez przypadek spotykają się na ulicy Nowego Orleanu. Wkrótce Rheinhardt otrzymuje intratną posadę spikera w lokalnej rozgłośni radiowej WUSA. Radiostacja znajduje się pod kontrolą grupy lokalnych notabli-ultranacjonalistów, których liderem jest Matthew Bingamon. Dla cynicznego Rheinhardta profil rozgłośni nie ma jednak żadnego znaczenia. Jego kariera, dzięki uznaniu jego mocodawców nabiera rozpędu, a związek z Geraldine trwa. Aż do momentu, kiedy podczas lokalnej imprezy zwolenników "White Power", dochodzi do strzelaniny wywołanej przez sfrustrowanego Rainey'a, próbującego zabić Bingamona. W wyniku paniki jaka wybucha na imprezie aresztowana zostaje obecna tam Geraldine. Policja znajduje u niej narkotyki podrzucone jej wcześniej przez znajomego hippisa. Zagrożona wieloletnim wyrokiem kobieta popełnia w więziennej celi samobójstwo, a Rheinhardt na wieść o tym opuszcza miasto.  

## Obsada aktorska
- Paul Newman – Rheinhardt
- Joanne Woodward – Geraldine
- Anthony Perkins – Morgan Rainey
- Laurence Harvey – Farley
- Pat Hingle – Matthew Bingamon
- Don Gordon – Bogdanovich
- Michael Anderson Jr. – Marvin
- Leigh French – Girl
- Bruce Cabot – King Wolyoe
- Cloris Leachman – Philomene
- Moses Gunn – Clotho
- Wayne Rogers – Minter
- Clifton James – marynarz w barze

i in. 